# Uranophora walkeri
Uranophora walkeri är en fjärilsart som beskrevs av Druce 1889. Uranophora walkeri ingår i släktet Uranophora och familjen björnspinnare. Inga underarter finns listade i Catalogue of Life.